# Микаилов, Тофик Новруз оглы
Тофик Новруз оглы Микаилов (азерб. Mikayılov Tofiq Novruz oğlu; 11 апреля 1986, Сумгаит, Азербайджанская ССР, СССР) — азербайджанский футболист, амплуа — полузащитник. Являлся также игроком в мини-футбол.

## Клубная карьера
Первые шаги в большом футболе сделал в Сумгаите, однако через некоторое время перешёл в мини-футбол, где большую поддержку ему оказал президент Федерации Футзала Азербайджана Заур Ахундов.

### Чемпионат
Профессиональную карьеру футболиста начал в 2009 году с выступления в клубе Премьер-лиги «Интер» Баку. В 2010 году перешёл в закатальский «Симург». В январе 2012 года, во время зимнего трансферного окна подписал контракт с клубом азербайджанской Премьер-лиги «Ряван» Баку.
3 августа 2013 года, в Габале, на 32 минуте матча I тура Премьер-лиги Азербайджана между командами «Ряван» и «Симург», Тофик Микаилов получил тяжёлую травму крестообразных связок, в результате чего выбыл из строя до конца года. В конце того же месяца футболисту была сделана операция в Центральной клинической больнице города Баку.

### Кубок
Всего в матчах за Кубок Азербайджана провёл 4 игры, 2 из которых будучи игроком бакинского «Рявана».

### Еврокубки
Был в заявке бакинского «Интера» для участия в Лиге чемпионов УЕФА сезона 2010/2011.

## Мини-футбол
Профессиональную карьеру мини-футболиста начинал в составе МФК «Кемрюк». Далее перешёл в один из сильнейших мини-футбольных клубов Азербайджана «Арах» Нахчыван.

## Достижения
- Пятикратный чемпион Азербайджана по мини-футболу в составе МФК «Араз» Нахчыван.[2]
- Чемпион Азербайджана сезона 2009/2010 годов в составе бакинского «Интера».
- Мяч, забитый Тофиком Микаиловым в ворота гянджинского «Кяпаза» вошёл в Топ-5 лучших голов Премьер-лиги за апрель месяц 2013 года.[6]